# Radionavigatie
Radionavigatie is een vorm van elektronische navigatie waarbij gebruik wordt gemaakt van radiogolven om positielijnen of de positie te bepalen.
Er zijn verschillende methodes om met behulp van radiosignalen positielijnen te bepalen:
- richtingmeting;
  - driehoeksmeting of triangulatie;
- afstandsverschilmeting of multilateratie;
- afstandsmeting of trilateratie.

De laatste twee vinden indirect plaats door het meten van een tijds- of faseverschil.
De radiorichtingzoeker was een vroege vorm van radionavigatie en was in feite een elektronische versie van het peiltoestel. In plaats van zichtpeilingen van kenbare punten werden radiopeilingen genomen van radiobakens. Meerdere peilingen konden daarbij gecombineerd worden tot een positie, eventueel na verzeiling. Er werden verschillende soorten radiobakens ontwikkeld, zoals het NDB en het Lorenzbaken.
De Tweede Wereldoorlog bracht een versnelling in de ontwikkeling van radionavigatie. Daarbij werden positielijnen niet meer bepaald door hoekmeting, maar door afstandsverschil. Afstand wordt indirect bepaald door het meten van het tijdsverschil tussen uitzending en ontvangst van een signaal. Dit vereist echter een tijdsynchronisatie die niet eenvoudig te bereiken is voor de ontvanger. Er werd daarom gekozen om niet de afstand, maar het afstandsverschil tussen zenders te bepalen. Dit is het principe van de hyperbolische navigatie. Het afstandsverschil tussen twee zenders is constant op een hyperbool. Dit afstandsverschil is indirect te meten als tijds- of faseverschil. Het Britse Gee was het eerste hyperbolische systeem, maar na de oorlog kwamen er verschillende systemen als Omega, DECCA en LORAN.
Aanvankelijk werden met deze systemen positielijnen verkregen die daarna gecombineerd konden worden om een positie te verkrijgen. De uitvinding van de transistor en de daaropvolgende ontwikkeling van de computer maakte het mogelijk dat de systemen deze positielijnen zelf verwerkten tot een positie.
Met Transit begon het tijdperk van de in de ruimte geplaatste radiozenders voor navigatie, de satellietnavigatiesystemen. GPS is daarvan de bekendste en vooralsnog de belangrijkste. Waar Transit nog een hyperbolisch systeem was, meten de moderne systemen niet het afstandverschil, maar de afstand, of meer specifiek de pseudo-afstand, tot de satellieten.